# Коломенский троллейбус
Коломенский троллейбус — троллейбусная система в городе Коломне, которая должна была заработать в 1941 году. Проектирование началось в 1940 году.

## История

### 1940 год
В январе 1940 года при обсуждении перепроектирования Коломны Объединённом заседании бюро горкома и райкома ВКП(б) горисполкома и райисполкома решено было строительство троллейбусной линии. Директоры коломенской промышленности пообещали помочь в строительстве троллейбуса. Самое большое влияние на строительство троллейбуса внёс депутат в Верховный совет СССР от избирателей из Коломны Вячеслав Александрович Малышев.
В апреле была организована Комиссия ССТ. Моссовет дал Коломне 10 троллейбусов. В июле началась разработка проекта первой очереди троллейбусной линии. Строительство планировалось начать в конце июля. Оборудование троллейбуса намечалось изготовить на заводе им. Куйбышева и заводе им. Ворошилова. Заводу им. Куйбышева был передан заказ на опоры контактной сети. Все строительство троллейбусного сообщения в Коломне было разделено на три очереди. К первой очереди относилась постройка линии: площадь Октябрьской революции — завод сельскохозяйственных машин им. Ворошилова. Первоначально ее планировали пустить в эксплуатацию в конце 1940 года или в январе 1941. Вторая очередь — пригород Сандыри-поселок Щурово и площадь Октябрьской революции-платформа Коломна. Троллейбусная линия третьей очереди должна была опоясать весь город и пройти по новой Ленинской улице (ныне улица Ленина). Общая стоимость строительства троллейбуса первой очереди составляла 2 миллиона рублей в ценах 1940 года. В конце 1940 года городские и партийные руководители твердо обещали трудящимся Коломны удобный и дешевый транспорт, и призывали дружно подписываться на заем третьей пятилетки, дабы обеспечить дополнительные средства на осуществление этого важного мероприятия. Строительство троллейбусной линии в Коломне началось в середине августа 1940 года. На Шоссейной улице, во дворе школы № 9, был вырыт котлован, и началось возведение фундамента и стен здания тяговой подстанции. В октябре в газете появились объявления «Требуются рабочие в троллейбусное управление». К этому времени заканчивалось сооружение здания тяговой подстанции, в начале ноября планировалось начать электромонтажные работы. Работники конторы «Стальконструкция» начали изготовление опор контактной сети. Из требуемых 364 опор было сделано 100.В Коломну были доставлены шесть троллейбусов, их фотография на фоне стен Коломенского Кремля так же появилась на страницах газеты. Требовалось расширить, заасфальтировать и выпрямить Шоссейную улицу (ныне улица Октябрьской революции), Бочмановское шоссе и частично Кировское шоссе (сейчас проспект Кирова)

##### 1941 год
Но в январе 1941 стало ясно что уложиться в сроки невозможно. Отгрузить оборудование для тяговой подстанции ленинградский завод обещал только в мае. И поэтому, в передовой статье «Итоги и перспективы», председатель исполкома городского Совета депутатов трудящихся А. М. Хаперский пишет: «Главным и самым значительным событием прошлого года для трудящихся Коломны, с точки зрения наших местных интересов, является то, что мы положили начало строительству троллейбусной линии». Был назван новый срок окончания строительства: «Коломенский троллейбус должен быть пущен в эксплуатацию в мае 1941 года». Но темпы строительства не внушали уверенности в своевременном его окончании. Строительство троллейбуса начало двигаться вперед в середине апреля. Отпущенные фонды были частично реализованы. Из Москвы были получены провода и другие необходимые изделия. Отказавшись от помощи 15-го госстройтреста, управление троллейбуса само приступило к достройке тяговой подстанции, которую надо было обязательно закончить к середине мая, так как к этому времени из Ленинграда должен был поступить ртутный выпрямитель. Началась подготовка к подвеске контактной сети на улице Октябрьской революции, причем провод закреплялся не на опорах, а на зданиях. Для этого в стенах домов выдалбливались гнезда, в которые заделывались специальные держатели. Наконец и завод им. Куйбышева отпустил часть заказанных ему изделий для контактной сети. В начале мая 1941 года городской комитет ВКП(б) своим решением определил срок окончания строительства — 1 июля. После этого начались активные работы по монтажу контактной сети. Провод был проложен на участке от площади Двух революций до Конной площади (ныне площадь Советская). А опоры контактной сети устанавливались до остановки Голутвин. Однако и тогда монтажные работы задерживались. Для монтажа недоставало деталей. С их изготовлением по-прежнему медлил завод им. Куйбышева К 22 мая монтаж обеих сторон контактной сети был произведен на участке от площади Двух революций до Рязанской заставы. Монтаж одной стороны был доведен до диспансера. На всей Шоссейной улице были установлены опоры контактной сети. Всего тогда было установлено 180 опор из 268, а 364 опоры планировалось установить, если бы линия дошла до завода им. Володарского.
К 6 июня 1941 года заканчивалась установка опор на участке строительства троллейбусной линии площадь Двух революций-Голутвин. Всего на этом участке уже было установлено 217 опор. Производилась установка опор и по Кировскому шоссе, где строился троллейбусный парк. Монтаж контактной сети был доведен по обеим сторонам до Дворца культуры. Продолжались монтажные работы на тяговой подстанции. Но неполадок пускового периода не было, как не было и самого пускового периода. Дальше началась Великая Отечественная война, в следствии были сняты и проданы дефицитный медный провод. Провод был отправлен в Красноярск вместе с заводом Ворошилова. Четыре троллейбуса отправлены в Челябинск, 2 троллейбуса — в Красноярск.

### 1945 год
После войны продолжалось строительство троллейбусов, но не так быстро как раньше.

### 1946 год
В марте 1946 года вышло распоряжение Совета Министров СССР о строительстве в Коломне трамвайной ветки протяжённостью 5 км. В 1948 году трамвай был пущен, и Коломна стала вторым городом в Подмосковье, где есть трамвай.